# Ctenotus quattuordecimlineatus
Ctenotus quattuordecimlineatus là một loài thằn lằn trong họ Scincidae. Loài này được Sternfeld mô tả khoa học đầu tiên năm 1919.